# Alejo González González
Alejo González González (22 de mayo de 1886; Guerrero, Coahuila, México - 1970; Coahuila, México) fue un gran militar mexicano que participó en la Revolución mexicana. Nació en Coahuila. Llegó a general del Ejército Constitucionalista. En la Convención de Aguascalientes, en octubre de 1914 estuvo representado por Guillermo Garona Salazar, permaneciendo al lado de Venustiano Carranza. Luchó contra las fuerzas convencionistas en Puebla y Veracruz, primero a las órdenes de Francisco Coss y posteriormente junto a Salvador Alvarado. Participó también en la campaña del Bajío contra los villistas y destacó en la Batalla de Celaya y la de León. En septiembre de 1915 realizó una campaña contra el villismo en el noreste, recuperando Saltillo. Luego volvió al centro del país para luchar contra los zapatistas en Puebla, Veracruz y Morelos, como gonzalista. Fue gobernador de Chiapas, del 9 de marzo al 1 de diciembre de 1920. 